# Dita Parlo
Pour les articles homonymes, voir Dita.
Dita Parlo est une actrice allemande née Gerda Olga Justine Kornstädt le 4 septembre 1908 à Stettin dans l'Empire allemand (aujourd'hui Szczecin en Pologne) et morte le 12 décembre 1971 à Courbevoie.

## Biographie

### Enfance et débuts dans le cinéma
Grethe Gerda Kornstädt, fille d'un fonctionnaire aux chemins de fer, naît le 4 septembre 1908 à Stettin. Après une formation en tant que danseuse de ballet, elle étudie à l'École d'art dramatique de la UFA, à Potsdam-Babelsberg où Erich Pommer la découvre.
Elle fait ses débuts au cinéma en 1928 dans La Dame au masque. Après quelques petits rôles, elle obtient en 1929 le rôle principal dans le premier film allemand parlant, Mélodie du cœur avec Willy Fritsch. Elle devient célèbre en Allemagne, en particulier dans des réalisations de Hanns Schwarz. En 1930, elle tente de faire carrière aux États-Unis mais n'y tourne que deux films à petits budgets, L'Honneur de la famille en 1931 et Mr. Broadway en 1933. Elle est engagée en 1939 pour jouer le rôle d'Elsa Gruner dans l'adaptation de Au cœur des ténèbres de Joseph Conrad, qui serait alors réalisé par Orson Welles, mais le film ne se fait finalement pas.

### Consécration
C'est en France que la désormais « Dita Parlo » trouve ses rôles les plus marquants, en jouant notamment Juliette dans L'Atalante de Jean Vigo en 1934, et Elsa, l'Allemande qui recueille les évadés de La Grande Illusion  de Jean Renoir, en 1937.
Sa fraîcheur presque enfantine, sa joie de vivre et son regard grave en font alors une artiste consacrée.

### Seconde Guerre mondiale et après-guerre
Lorsque éclate la Seconde Guerre mondiale, en 1939, Dita Parlo ne peut plus tourner en France à cause de sa nationalité ; elle doit interrompre le tournage de La Maison dans la dune[Lequel ?] où elle est remplacée par une actrice française. Après un bref internement au camp de Gurs, elle est libérée du camp par les Allemands puis elle devient à Paris indicatrice de marchés (pour la vente au marché noir de produits aux Allemands) et perçoit une rémunération mais elle est surtout, selon l’inspecteur Pierre Bonny, une indicatrice du 93, de la rue Lauriston, siège de la « Gestapo française ». Enfin, elle retourne en Allemagne nationale-socialiste où la Gestapo lui reproche cependant d'avoir dans La Grande Illusion « osé laver les pieds du juif Dalio », puis revient en France. À la Libération de la France, elle est internée en centre de séjour surveillé entre 1944 et 1946, et déplacée de camp en camp (notamment Drancy et Poitiers). Elle obtient en 1949 un non-lieu dans le dossier de ses activités pendant la guerre. La même année, elle épouse le pasteur Franck Gueutal qu'elle a connu au camp d'internement de Noisy-le-Sec dont il était l'aumônier.
Elle ne tourne plus ensuite que dans deux films : Justice est faite (1950), pour faire plaisir à son ami André Cayatte, et La Dame de pique (1965).
Elle meurt le 13 décembre 1971 et est inhumée au cimetière de Montécheroux (Doubs).

## Filmographie
- 1928 : La Dame au masque (Die dame mit dem maske) de Wilhelm Thiele
- 1928 : Le Chant du prisonnier (Heimkehr) , de Joe May
- 1928 : Shéhérazade (Geheimnisse des Orients) d'Alexandre Volkoff
- 1928 : Ungarische Rhapsodie de Hanns Schwarz
- 1929 : Mélodie du cœur (Melodie des Herzen) de Hanns Schwarz (premier film allemand parlant)
- 1930 : Au bonheur des dames de Julien Duvivier d'après Au Bonheur des Dames
- 1930 : Danseuses pour Buenos Aires (Tänzerinnen für  Süd-America gesucht) de Jaap Speyer
- 1930 : Manolesco, prince des sleepings (Manolescu) de Victor Tourjanski
- 1931 : Die heilige Flamme de William Dieterle et Berthold Viertel
- 1931 : Wir schalten um auf Hollywood de Frank Reicher
- 1931 : Tropennächte de Leo Mittler
- 1931 : L'Honneur de la famille (Honor of the Family) de Lloyd Bacon
- 1931 : Menschen hinter Gittern de Paul Fejos
- 1931 : Kismet de William Dieterle
- 1933 : Mr. Broadway de Johnnie Walker
- 1934 : L'Atalante, de Jean Vigo : Juliette
- 1934 : Rapt de Dimitri Kirsanoff : Elsi
- 1937 : La Grande Illusion de Jean Renoir : Elsa
- 1937 : L'Affaire du courrier de Lyon de Claude Autant-Lara et Maurice Lehmann : Mina Lesurques
- 1937 : Mademoiselle Docteur (Salonique, nid d'espions) de Georg Wilhelm Pabst, avec Louis Jouvet :  Anne-Marie Lesser dite Mlle Docteur
- 1937 : Mademoiselle Docteur (Under Secrets Orders) d'Edmond T. Gréville - version anglaise du film précédent
- 1938 : L'Inconnue de Monte-Carlo de André Berthomieu
- 1938 : La signora di Monte-Carlo de Mario Soldati - version italienne du film précédent
- 1938 : Paix sur le Rhin de Jean Choux : Edwige
- 1938 : Ultimatum de Robert Wiene avec Erich von Stroheim : Anna Salic
- 1938 : La Rue sans joie d'André Hugon : Jeanne de Romer
- 1940 : L'Or du Cristobal, de Jacques Becker : Lisbeth
- 1950 : Justice est faite, d'André Cayatte : Elisabeth, l'ex-fiancée de Gilbert
- 1964 : Cinéastes de notre temps : Jean Vigo de Jacques Rozier - documentaire, participation
- 1965 : La Dame de pique, de Léonard Keigel d'après La Dame de pique, avec Michel Subor

## Postérité
Son pseudonyme a inspiré Madonna pour le prénom de la narratrice dans sa chanson Erotica, de même que pour le pseudonyme de la « pin-up » Dita von Teese.
Diane Ducret évoque son internement au camp de Gurs dans son roman Les Indésirables en 2017.

## Mémoire
Un documentaire de 32 minutes, Dita Parlo, un destin parallèle lui est consacré par Michel Fino.
Solène Monnier consacre un chapitre de son livre La fabrique des vedettes dans l’entre-deux-guerres. Petits arrangements avec la biographie à Dita Darlo : « Dita Parlo, avec ou sans accent, l’anti-star entre muet et parlant ».